# 山下美夢有
山下 美夢有（やました みゆう、2001年8月2日 - ）は、大阪府寝屋川市出身の日本の女子プロゴルファーである。所属は花王。中嶋常幸を師と仰ぐ。
新世紀世代の1人。史上最年少の日本女子プロゴルフ協会（JLPGA）年間ツアー女王。

## アマチュア時代
5歳の頃にゴルフを始めた父の練習についていったことがきっかけで始めた。小学校時代には2011年富士フイルム・スタジオアリスジュニアカップ（小学3、4年の部）、2013年富士フイルム・スタジオアリスジュニアカップ（小学5、6年の部）で優勝した。
寝屋川市立第七中学校3年時の2016年に「日本ジュニア女子12歳～14歳の部」4位。大阪桐蔭高等学校時は2018年に「全国高等学校ゴルフ選手権大会春季大会」2位、「日本ジュニア女子15歳～17歳の部」6位。また日本女子オープンにも出場し、59位タイだった。2019年、全国高等学校ゴルフ選手権優勝。
2019年のトヨタジュニアゴルフワールドカップでは珍しく岩井明愛と共にJGAナショナルチームに選出されていない選手として、日本代表で出場し、ナショナルチームの梶谷翼とチームを組み団体優勝した。
同年11月にプロテスト合格。西郷真央、笹生優花とは同期同学年である。トーナメント出場権を掛けてのQTで13位と成り、翌シーズン前半戦出場資格を得た。翌年1月に日本女子プロゴルフ協会入会（92期）。

## プロ戦績

### 2020年 - 2021年
新型コロナウィルスの影響により前年と同一シーズンとなった2020−21年統合シーズンでは、2020年のスタンレーレディスゴルフトーナメントで5位タイと初のトップ10入り。
2021年はヤマハレディースオープン葛城では優勝した稲見萌寧に競り負け、1打差の2位。しかし2週後のKKT杯バンテリンレディスオープンでは最終日に7バーディーという圧巻の内容で2位の小祝さくら、古江彩佳に5打差の14アンダー、大会記録を更新して初優勝を飾る。翌週のフジサンケイレディスクラシックは最終日を単独首位でスタートし、2週連続優勝の可能性もあったが稲見に逆転され2位に終わった。しかし2勝目は遠いままにシーズンを終えた。

### 2022年
2022年シーズンは、ツアー4戦目のアクサレディスゴルフトーナメント in MIYAZAKIで2位に入ると、5月の国内メジャー初戦となるワールドレディスチャンピオンシップでは、初日にコースレコードの64を記録。最終日まで一度も首位を譲ることなく、2位に3打差で優勝し、初のメジャー制覇を遂げた。
6月、宮里藍 サントリーレディスオープンゴルフトーナメントでは、最終日に4打差を逆転してツアー3勝目を挙げる。このサントリーレディスオープン優勝により全英女子オープンの出場権を得ると、海外メジャー初挑戦を決意。全英ではトップ10入りこそ逃したものの、通算4アンダーで、13位タイの成績を残した。イギリス遠征から帰国後は、ニトリレディスゴルフトーナメントまで8戦連続でトップ5入りを果たし、日本人選手最長記録を更新した。
9月、ミヤギテレビ杯ダンロップ女子オープンゴルフトーナメントでは初日に12バーディ、ノーボギーの「60」をマークし、18ホールのツアー最少ストローク新記録を樹立した。その後の2日間も首位を独走し、大会新記録の18アンダーでプロ通算4勝目（今季3勝目）を挙げた。
11月、千葉グレートアイランドCで行われた伊藤園レディスゴルフトーナメントの最終日、2打差の2位からスタートし、1バーディー、ボギーなしの71で回り、逆転でプロ5勝目（今季4勝目）を挙げた。この優勝により日本人初の1年間での獲得賞金2億円突破を決めるとともに、2022年シーズンのメルセデス・ランキングトップを確定させ、史上最年少21歳103日での「年間女王」に輝いた。そして最終戦のJLPGAツアーチャンピオンシップでは最終日で3打差以内に5人ひしめく大混戦の中、首位タイからスタートし、思ったほどスコアを伸ばせず、逆にこの日「65」を出して猛追して来た勝みなみと通算-15アンダーで並び競技終了。プロ初のプレーオフを戦うことになったが、その1ホール目でバーディーを奪って決着をつけ、プロ通算6勝目（今季5勝目）を挙げた。シーズン全試合が終了してメルセデス・ランキングは3441.28ポイント、年間獲得賞金は単一年で日本選手過去最高額となる2億3502万0967円とダントツの1位、また日本選手として初となる年間平均ストローク60台となる69.9714ストローク、トップ10入り回数21試合とこちらも1位という記録ずくめのシーズンとなった。

### 2023年
2023年シーズンに入ると、開幕当初は調子が上がらず苦戦していたが、4月に入り富士フイルム・スタジオアリス女子オープンで岩井千怜を振り切り今季初勝利となるツアー通算7勝目を挙げる。5月のRKB×三井松島レディスで岩井明愛・千怜姉妹と巴戦プレーオフを戦って敗れた翌週のブリヂストンレディスオープンでは3日目に首位に立つと最終日は-18アンダーまで伸ばし、2位に7打差をつけての圧勝劇を演じて今季2勝目（ツアー通算8勝目）を挙げた。その次週のリゾートトラストレディスでは3日目に首位に立ち、最終日は2位で追走する佐久間朱莉に一度は並ばれたものの、その後に突き放して-21アンダーまで伸ばして2位に4打差をつける圧勝劇で今季3勝目（ツアー通算9勝目）を自身初の2週連続優勝で挙げると共に、生涯獲得賞金も史上最年少となる21歳299日で4億円を突破した。6月第3週のニチレイレディスでは初日から首位を守り切る完全優勝を果たし、プロデビュー3年にしてツアー通算10勝の大台に乗せる今季4勝目を挙げた。21歳320日での通算10勝は宮里藍（20歳105日）に次ぐ史上2位の年少記録となる。その後は調子落ちなどもあり勝ち星から遠ざかったが、シーズン最終戦のJLPGAツアーチャンピオンシップでは最終日に序盤での2ボギーから盛り返し、16番ホールのバーディーで-10アンダーとして首位をキープして2位の高橋彩華に3打差をつけて大会2連覇を果たすと共に、シーズン全試合終了によるメルセデスポイントを3117.19ポイントとし、年間獲得賞金も2億1355万4215円とした。この結果、年間ポイント及び賞金の2部門でも2年連続女王の座に輝いた。

### 2024年
2024年8月、ル・ゴルフ・ナショナルで開催されたパリオリンピックのゴルフ競技に日本代表で出場。3日目を終えて通算7アンダーで首位と2打差の3位タイ。メダル獲得が期待された最終日は15番まで4バーディー、2ボギー、1ダブルボギーと出入りの激しいゴルフをしながらも耐え続けた。しかし、迎えた16番のパー3で第1打がグリーン手前の池に沈み、このホールで痛恨のダブルボギーを叩きメダル争いから脱落、最終ホールでバーディーを取るも通算-6で3位と1打差の4位タイとなった。ホールアウト後、小林浩美会長に抱擁されねぎらいの言葉を贈られると、こらえ切れずに悔し涙を流した。
以降も惜敗が続き、18試合でトップ10が13回で、うち2位7回で迎えた10月の富士通レディースで、最終日17番H時点で1打リードしていた古江彩佳が18番でボギーを叩きプレーオフに突入。プレーオフ2ホール目、古江がボギーに対しパーセーブしシーズン初優勝。11月に大王製紙エリエールレディースで初日から首位を守る完全優勝し、今季2勝目を挙げる。通算22アンダーは同大会新記録となり、パー71における4日間72ホールでの262ストロークは、2022年の同大会で藤田さいきが記録した263ストロークを更新するツアー最少記録となった。
シーズン終盤になり全米女子プロゴルフ協会（LPGAツアー）に2025年から参戦することを表明し、その魁となる12月のQシリーズ・ファイナルクオリファイイング（最終予選会、 アメリカ合衆国・アラバマ州マグノリア・グローブ・ゴルフ・コース）に出場、5日間合計で-27アンダー（331）のスコアで1位となり、トップ合格で2025年度LPGAツアー出場資格を獲得した。

### 2025年
今季から所属先を花王に変更。本格参戦したLPGAツアーでツアーメンバーとしてのデビュー戦フェウンダーズ・カップは通算13アンダーで回り、日本勢トップの4位で終えた。そして8月上旬のAIG女子オープンでは2日目に65のスコアを出して首位となり、3日目は強風の中での我慢のゴルフを強いられながらも首位を守って迎えた最終日は8番と9番でバーディーを獲り、長い距離が残った13番のパーパットもねじ込むなどほぼスコアを崩さない固いゴルフを展開して首位を守り切り、最終的には通算11アンダーで優勝、LPGAツアー初優勝をメジャー大会制覇という最高の形で勝ち取った。

## LPGAメジャー出場
初出場：2022年8月4日 - 7日
AIG女子オープン【ミュアフィールド 6680ヤード パー71】 13位タイ（69−68−71−72=280、4アンダー）
初優勝：2025年7月31日 - 8月3日 AIG女子オープン【ロイヤル・ポースコールGC 6748ヤード パー72】 優勝（68−65−74−70=277、11アンダー）
| 年度 | シェブロン選手権 | 全米女子オープン | 全米女子プロ選手権 | エビアン選手権 | 全英女子オープン |
| ---- | ---------------- | ---------------- | ------------------ | -------------- | ---------------- |
| 2022 |                  |                  |                    |                | 13位タイ         |
| 2023 |                  | 予選落ち         |                    | 48位タイ       | 21位タイ         |
| 2024 | 17位タイ         | 12位タイ         | 2位タイ            | 39位タイ       | 予選落ち         |
| 2025 | 30位タイ         | 36位タイ         | 6位タイ            | 14位タイ       | 優勝             |

## トーナメント優勝

### ツアー優勝

#### LPGA Tour（1）
| Legend                   |
| Major championships（1） |
| Other LPGA Tour（0）     |

| No. | Date         | Tournament      | Winning score           | 2位との差 | 2位（タイ）               | 優勝賞金 ($) |
| --- | ------------ | --------------- | ----------------------- | --------- | ------------------------- | ------------ |
| 1   | 2025年8月3日 | AIG女子オープン | －11（68-65-74-70）=277 | 2打差     | 勝みなみ チャーリー・ハル | 1,462,500    |

#### JLPGAツアー（13）
| 勝数         |
| メジャー (3) |
| ツアー (10)  |

| No. | Date                  | Tournament                                             | スコア                 | 2位との差  | 2位（タイ）         |
| --- | --------------------- | ------------------------------------------------------ | ---------------------- | ---------- | ------------------- |
| 1   | 2021年4月16日 - 18日  | KKT杯バンテリンレディスオープン                        | −14（67-69-66=202）    | 5打差      | 小祝さくら 古江彩佳 |
| 2   | 2022年5月5日 - 8日    | ワールドレディスチャンピオンシップ                     | −12（64-74-67-71=276） | 3打差      | 青木瀬令奈          |
| 3   | 2022年6月9日 - 12日   | 宮里藍 サントリーレディスオープンゴルフトーナメント    | −12（68-71-69-68=276） | 1打差      | 藤田さいき          |
| 4   | 2022年9月23日 - 25日  | ミヤギテレビ杯ダンロップ女子オープンゴルフトーナメント | −18（60-67-71=198）    | 5打差      | 三ヶ島かな 竹田麗央 |
| 5   | 2022年11月11日 - 13日 | 伊藤園レディスゴルフトーナメント                       | −12（66-67-71=204）    | 1打差      | 岸部桃子            |
| 6   | 2022年11月24日 - 27日 | JLPGAツアーチャンピオンシップ                          | −15（66-70-67-70=273） | プレーオフ | 勝みなみ            |
| 7   | 2023年4月8日 - 9日    | 富士フイルム・スタジオアリス女子オープン               | −9（67-68=135）        | 1打差      | 阿部未悠 岩井千怜   |
| 8   | 2023年5月18日 - 22日  | ブリヂストンレディスオープン                           | −18（66-70-65-65=266） | 7打差      | 岩井明愛            |
| 9   | 2023年5月25日 - 28日  | リゾートトラストレディス                               | −21（68-65-66-68=267） | 4打差      | 佐藤心結            |
| 10  | 2023年6月15日 - 18日  | ニチレイレディス                                       | −17（65-65-69=199）    | 3打差      | 岩井明愛            |
| 11  | 2023年11月23日 - 26日 | JLPGAツアーチャンピオンシップ                          | −10（69-69-70-70=278） | 3打差      | 高橋彩華            |
| 12  | 2024年10月11日 - 13日 | 富士通レディース                                       | −14（66-70-66=202）    | プレーオフ | 古江彩佳            |
| 13  | 2024年11月14日 - 17日 | 大王製紙エリエールレディース                           | −22（65-65-64-68=262） | 2打差      | 鈴木愛              |

太字は公式戦

## JLPGA年間順位
| 年度    | 出場試合数 | メルセデス ランキング | 獲得賞金             | 平均 ストローク数 | 優勝回数 | TOP10入り回数 | 備考                |
| ------- | ---------- | --------------------- | -------------------- | ----------------- | -------- | ------------- | ------------------- |
| 2020-21 | 49試合     | 1792.77pt（12位）     | ¥104,563,214（13位） | 71.2678（12位）   | 1回      | 16回（7位）   | 初シード権獲得      |
| 2022    | 33試合     | 3441.28pt（1位）      | ¥235,020,967（1位）  | 69.9714（1位）    | 5回      | 21回（1位）   | 年間女王獲得        |
| 2023    | 32試合     | 3117.19pt（1位）      | ¥213,554,215（1位）  | 69.4322 （1位）   | 5回      | 20回（1位）   | 2年連続年間女王獲得 |

## 人物
- 家族は弟にプロゴルファーの山下勝将[43]と妹の5人家族[44]。
- 血液型はA型である。
- 用具はスリクソンGolf。ウェアはニューバランスと2023年にシューズを契約していたが、2025年よりアパレルも契約[45]。
- マネジメントはダンロップスポーツエンタープライズ
- 2020年夏に300万円する弾道計測器「トラックマン」を購入。アマチュアゴルファーである弟が練習の際に計測をサポートした[46]。
- 2021年シーズンより加賀電子に所属していた[47]が、2025年2月4日に自身のインスタグラムでより花王株式会社と所属スポンサー契約を締結し、花王所属プロとなったことを報告した[48]。

## 記録
- 連続ボギーなし - 2021年5月、前週からほけんの窓口レディースにかけて79ホール連続ボギーなしを記録。これはJLPGAにおいて宮里藍、鈴木愛の77ホールを抜き日本人最長だった。外国勢を含めれば4位。1位は申ジエの81ホール[49][50]。同年7月、若林舞衣子がGMOインターネット・レディース サマンサタバサグローバルカップで85ホールに更新されたが[51]、すぐに同7月のGMOサマンサレディス2ラウンドの1番から大東建託レディス3ラウンド14番まで「86ホール」連続ノーボギーのツアー記録を再更新した。
- 日本人選手として最多の出場8試合連続トップ5入賞（2022年宮里藍サントリーレディストーナメント優勝からニトリレディスゴルフトーナメント2位タイまで）[13]
- 18ホールパー72で最少打数の日本女子ツアー記録（2022年ミヤギテレビ杯ダンロップレディスオープン、初日-12アンダーで「60」を記録）[14]
- 日本人選手として初の年間平均ストローク60台を記録[18]
- ツアー初の4日間大会2週連続優勝[22]
- パー71における4日間72ホールでの日本女子ツアー最少ストローク262（2024年大王製紙エリエールレディース）

## 受賞
- 日本プロスポーツ大賞敢闘賞：2023年[52]